# Evaristo Baschenis

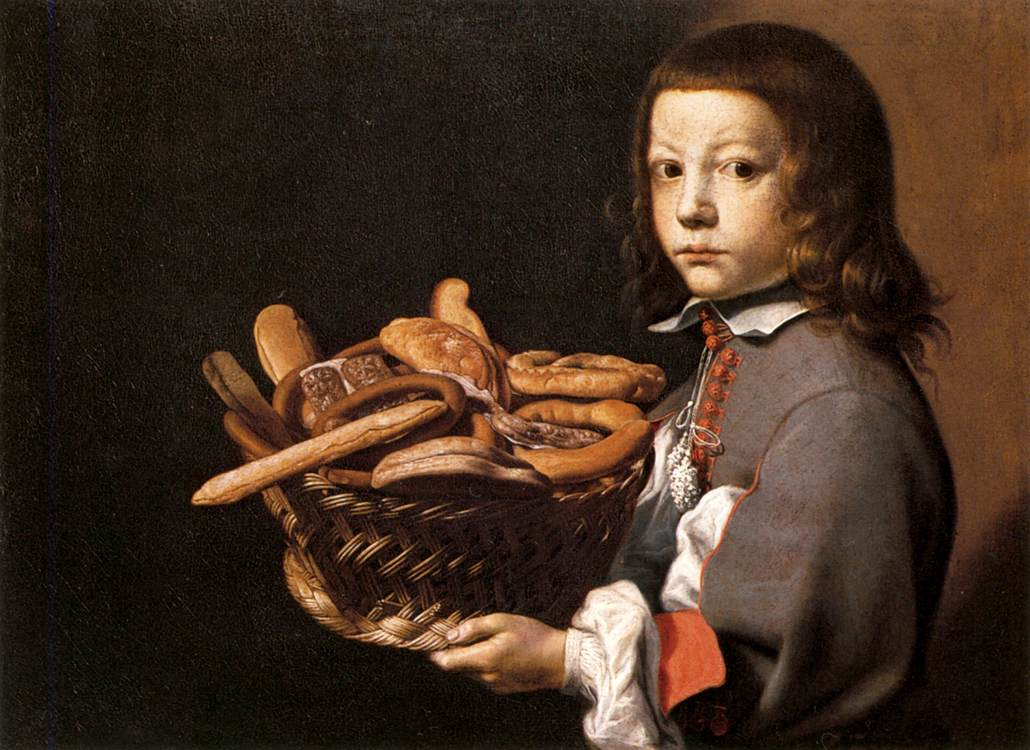
Evaristo Baschenis, Ragazzo con canestra di pane e biscotti, 1660 ca., Accademia Carrara, Bergamo

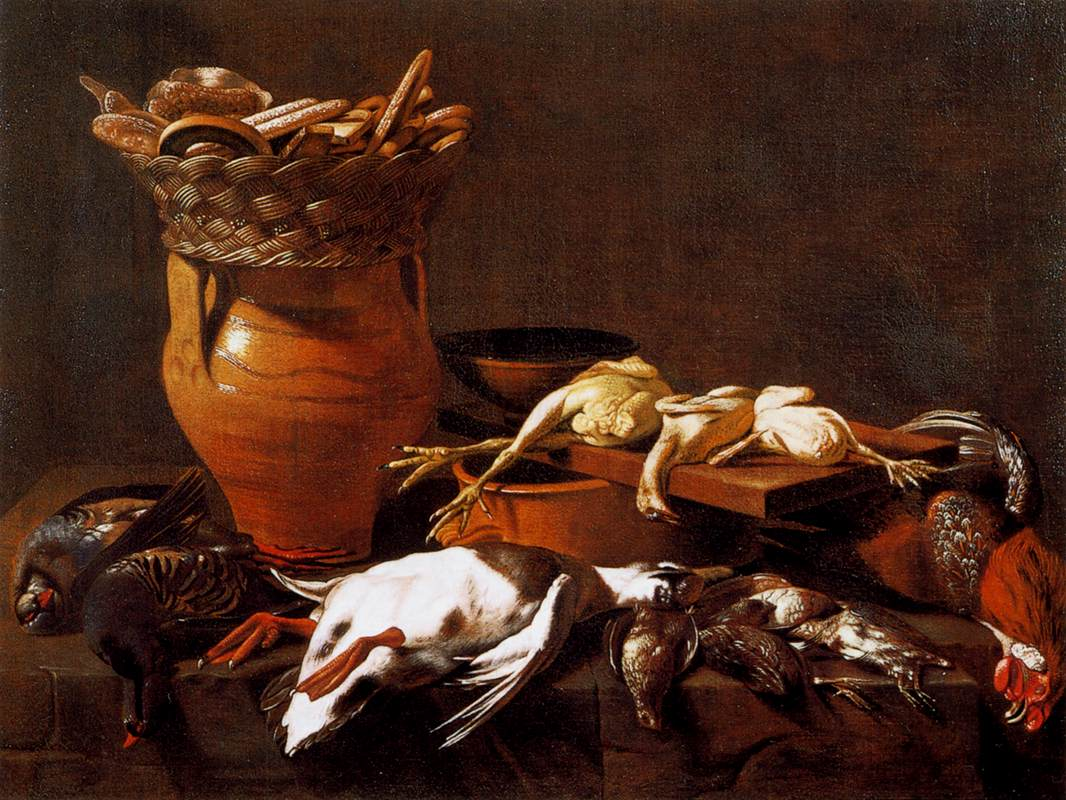
Evaristo Baschenis, Cucina, 1660 ca, collezione privata

Evaristo Baschenis, o Guarisco (Bergamo, 7 dicembre 1617 – Bergamo, 16 marzo 1677), è stato un pittore italiano.

## Biografia

### Identità[1]
La figura di Baschenis, uno dei maggiori pittori italiani del Seicento nonché l'ideatore della natura morta di soggetto musicale, è rimasta avvolta in un alone di mistero fino a quando Piero Capuani accertò, attraverso il ritrovamento dell'atto di battesimo (7 dicembre 1617) nel registro parrocchiale della basilica di Sant'Alessandro in Colonna a Bergamo, la sua data di nascita.
Il ritrovamento consentì di conoscere anche il nome del padre dell'artista, il mercante Simone Baschenis, confermato anche da un documento del 1631; la madre, Francesca Volpi, venne scoperta grazie al ritrovamento di un documento di vendita del 1647, custodito all'Archivio di Stato di Bergamo. Evaristo aveva tre fratelli: Bartolomeo, Domenico e Giacomo e abitava con la famiglia nella vicinia di San Leonardo, (in prossimità della chiesa Madonna dello Spasimo oggi Santa Lucia in via XX Settembre) una delle più importanti della città bassa di Bergamo, dove ebbero bottega gli artisti più importanti del Seicento e Settecento cittadino. Presso la chiesa verrà nominato cappellano.
Gli approfondimenti critici e le scoperte archivistiche (1996) di Enrico De Pascale, in coincidenza con le grandi mostre antologiche dedicate al pittore all'Accademia Carrara di Bergamo (1996) al Metropolitan Museum of Art di New York (2000-2001) e presso la Galerie Canesso di Parigi (2022), hanno contribuito a illuminare molti aspetti della vita e dell'opera del Baschenis, i suoi rapporti con la città, con la committenza, con l'ambiente culturale, artistico e musicale in cui visse. Tra i documenti più importanti il testamento olografo e l'inventario dei suoi beni e della sua collezione di dipinti, oltre al rendiconto della vendita di tutto quanto conservato nella sua casa-bottega (mobilia, libri, strumenti musicali ecc.) al momento della morte, il 16 marzo 1677. Particolarmente rilevanti le documentazioni relative al suo alunnato (1639-1642) presso il pittore cremasco Gian Giacomo Barbelli  (giusta il contratto di apprendistato rinvenuto da Marino Paganini) e ai suoi frequenti viaggi lontano da Bergamo: a Roma (nel 1650, anno giubilare, vi soggiornò tre mesi), a Venezia, Mantova e Milano.

### L'ecclesiastico
Evaristo-Guarisco Baschenis prese gli ordini sacerdotali nel 1643, dopo che aveva perso sia il padre che due fratelli a causa della peste nel 1630 e aver diviso le proprietà con l'unico fratello rimasto nel 1639, come risulta da alcuni documenti che lo riguardano e in cui è spesso nominato con l'appellativo di  "Prevarisco" (contrazione di "prete" e "Guarisco").  La privilegiata condizione di ecclesiastico gli permise di viaggiare e di esercitare l'attività artistica con una certa libertà e disponibilità di tempo.

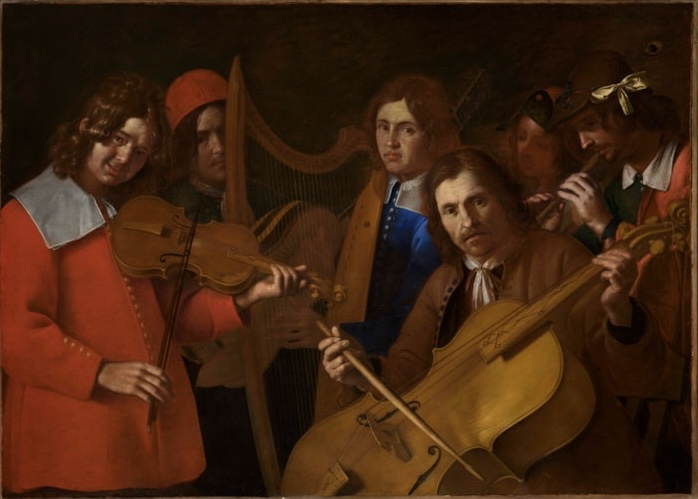
Evaristo Baschenis, Concerto, Olio su tela, cm 112,5 x 158, collezione privata

### L'artista

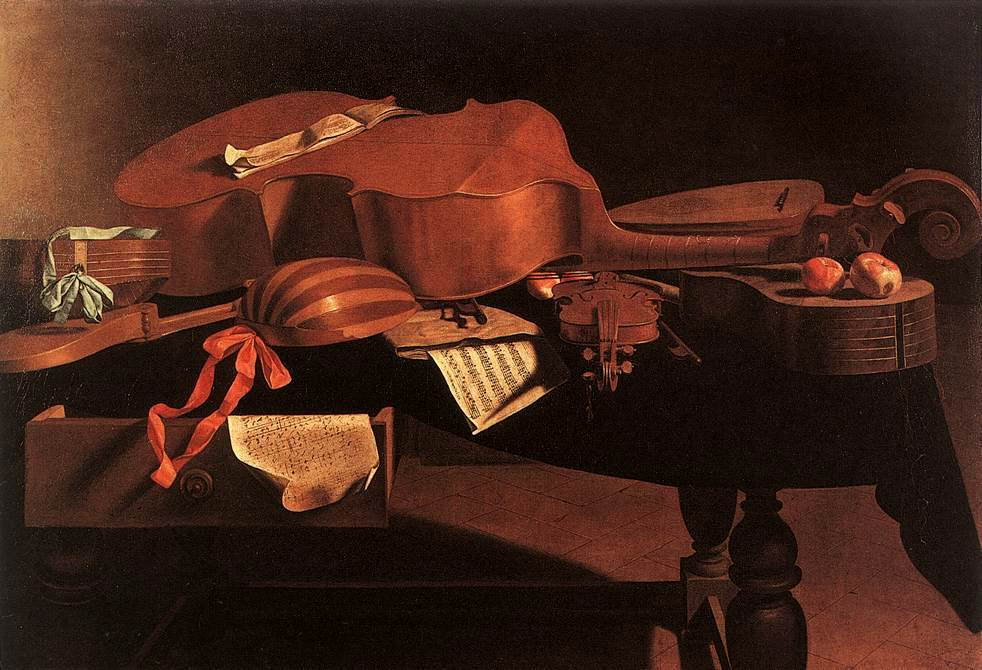
Evaristo Baschenis, Natura morta musicale, olio su tela, cm 112,5x158, Bruxelles, Musee Royaux des Beaux Arts

Evaristo Baschenis si applicò quasi esclusivamente al genere della Natura morta, ritraendo raffinati insiemi di strumenti musicali, spesso velati da un sottile strato di polvere, o interni di Cucina con ogni tipo di cibarie, selvaggina e uccellagione della terra lombarda .Recentemente è stata rinvenuta una tela raffigurante una scena di "Concerto" (olio su tela cm 112,5x158, 1645-50 ca., collezione privata) che può essere considerata tra le primissime della sua attività. L'interesse per gli strumenti musicali è dovuto anche al fatto che Baschenis conosceva la musica, come dimostra il suo unico autoritratto (Trittico Agliardi) in cui si è raffigurato nell'atto di suonare una spinetta. Del resto la pratica musicale, associata alla poesia, alla letteratura e allo studio della storia, era pratica assai diffusa a quel tempo nelle famiglie nobili bergamasche. Baschenis conquistò una notevole fama ben oltre le mura cittadine, come rivela una lettera encomiastica scritta nel 1675 da Antonio Lupis, che attesta l'avvenuto apprezzamento della sua arte a Roma, Firenze, Venezia e Torino.
Intorno agli anni cinquanta del Seicento, forse in concomitanza con il soggiorno a Roma, in occasione dell'Anno Santo, il pittore si legò d'amicizia con il pittore-sacerdote gesuita Jacques Courtois, detto il Borgognone delle Battaglie che si trovava per motivi di lavoro nella città lombarda, con il quale intrattenne per lunghi anni rapporti epistolari e professionali. Baschenis dipinse anche alcune copie delle sue celebri Battaglie, richiestissime dai collezionisti del tempo. Il lavoro più prestigioso e impegnativo di Baschenis è il ciclo (1675) di otto tele per la biblioteca del monastero di San Giorgio Maggiore a Venezia, di cui si conserva un solo esemplare presso le Gallerie dell'Accademia di Venezia.

### La critica
La morte del Prevarisco, sopraggiunta per malattia il 16 marzo 1677 all'età di cinquantanove anni, causò la brusca interruzione di un'attività che stava attraversando il suo momento di massima fortuna, sia critica che commerciale. Le opere conosciute, certamente autografe attribuibili all'artista, tutte di qualità altissima ed eseguite in trent'anni circa di attività, non superano la sessantina, comprendendo sia le “Nature morte musicali” che le “Cucine”. Il testamento dell'artista, ritrovato nel 1996 dallo storico dell'arte Enrico De Pascale -massimo studioso del pittore-, insieme all'inventario di tutti i suoi beni mobili e immobili, nonché la notizia della messa all'incanto sulla pubblica piazza di Bergamo di tutti i suoi averi, ivi compresi le tele, i pennelli, i colori, i telai, i disegni ecc., non lascia dubbi sul fatto che la bottega cessò immediatamente di esistere e di produrre. La fortuna del genere da lui inventato è testimoniata dalla copiosa produzione di copie e varianti (talune recanti anche firme apocrife), eseguite da imitatori, emuli e seguaci sfruttando i "disegni di rilievo" dell'artista. Una produzione proseguita fino alla metà del XVIII secolo e classificata come "Maniera bergamasca".
I primi importanti studi sul pittore si devono a Michele Biancale nel 1912, a Marco Rosci (1971, 1985) autore della prima catalogazione scientifica dell'opera del maestro e della prima interpretazione storico-critica, per molti versi ancora valida. Gli studi successivi di Alberto Veca, Gian Casper Bott e soprattutto di Enrico De Pascale, hanno consentito ulteriori puntualizzazioni, sia sul piano attributivo, eliminando dal catalogo dell'artista le opere dei suoi numerosissimi imitatori (contribuendo a meglio definire la personalità di Bartolomeo Bettera, il migliore tra i suoi emuli), sia sul piano interpretativo che storico-artistico

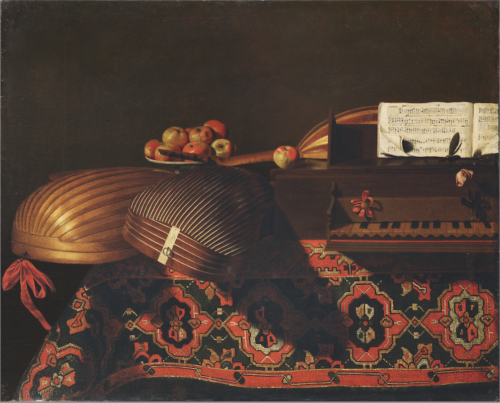
Evaristo Baschenis, Natura morta musicale (con lo spartito di Orlando di Lasso), Collezione privata

In occasione della mostra presso la Galerie Canesso di Parigi ("Evaristo Baschenis (1617-1677). Le triomphe des instruments de musique dans la peinture du XVIIe siècle", 6 ottobre-17 dicembre 2022, Paris 2022, a cura di Enrico De Pascale https://issuu.com/artsolution/docs/baschenis?fr=sOWRkMDUzMTYyOTM ) sono emerse importanti novità circa le modalità di produzione dell'artista e il rapporto pittura-musica. In particolare nel dipinto "Natura morta musicale" di collezione privata (foto a fianco), Enrico De Pascale e il musicista-musicologo Lorenzo Girodo hanno identificato (caso unico nel "corpus" dell'artista, oltre al capolavoro del Musées royaux des Beaux-Arts de Belgique) lo spartito presente sul leggìo della spinetta: la pagina 20 del "Secondo libro di madrigali a cinque voci" di Orlando di Lasso (Antonio Gardano editore, Venezia 1568) sul sonetto CLIX di Francesco Petrarca.

## Note

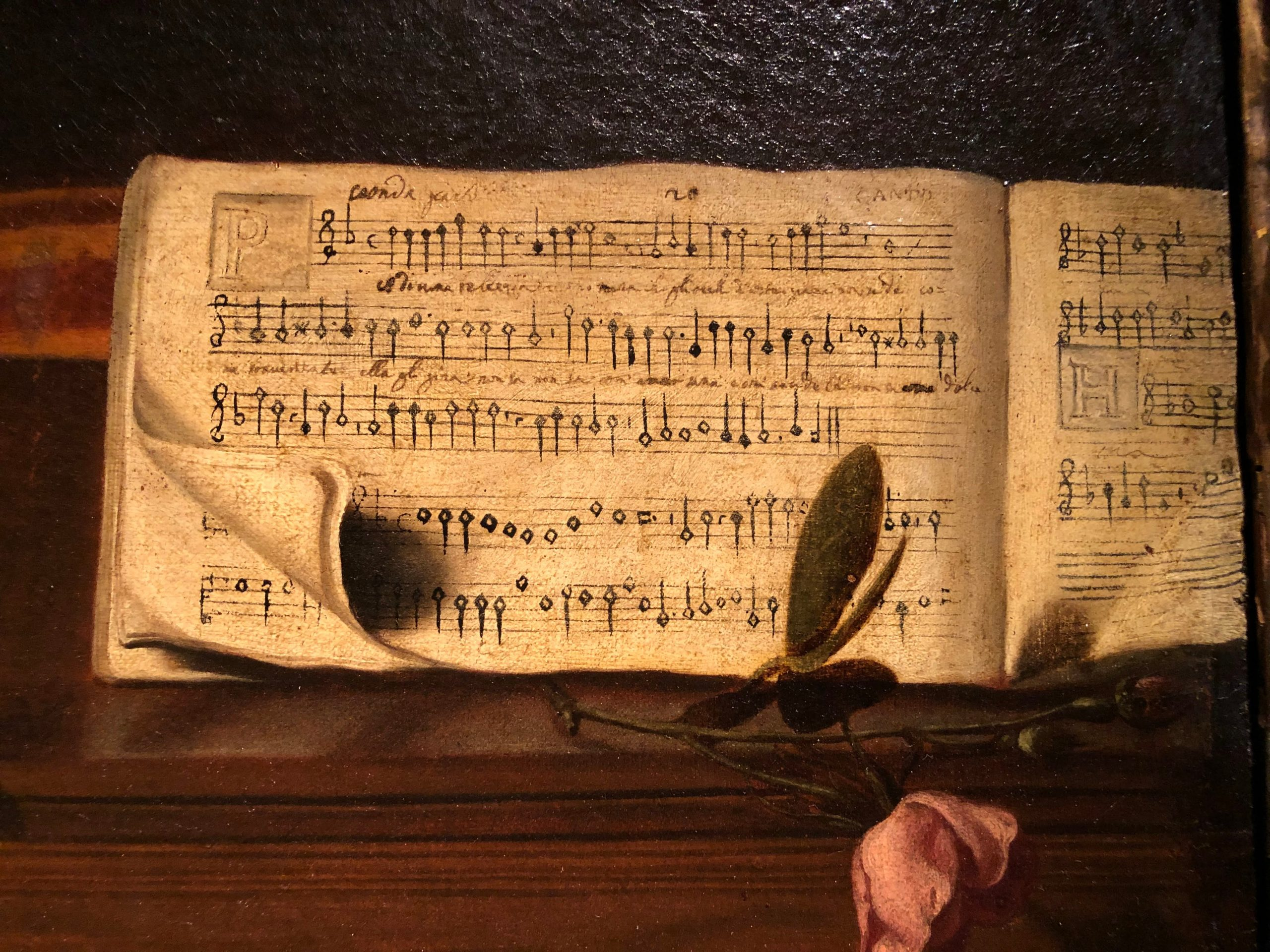
Particolare dello spartito con testo e musica del "Secondo libro di madrigali a cinque voci" di Orlando di Lasso (Venezia 1568) sul sonetto CLIX di Francesco Petrarca.

### Cataloghi mostre
- Charles Sterling, La nature morte de l'antiquité à nos jours, Paris 1952;
- Roberto Longhi, Renata Cipriani, Giovanni Testori, I pittori della realtà in Lombardia, Milano 1953;
- Marco Valsecchi, Un incontro bergamasco. Ceresa-Baschenis nelle collezioni private bergamasche, Galleria Lorenzelli, Bergamo 1972;
- Alberto Veca, Inganno & Realtà, Galleria Lorenzelli, Bergamo 1980;
- Alberto Veca, Vanitas. Il simbolismo del tempo, Galleria Lorenzelli, Bergamo 1981;
- Alberto Veca, Simposio, Galleria Lorenzelli, Bergamo 1983;
- Francesco Rossi (a cura di), Il Seicento a Bergamo, catalogo della mostra, Bergamo 1987;
- Alberto Veca, Lombardia 1620 circa, Galleria Lorenzelli, Bergamo 1989;
- Alberto Veca, The Lure of Still Life, Galleria Lorenzelli, Bergamo Bergamo 1995;
- Enrico De Pascale, Baschenis, in F. Rossi - C. Bertelli (a cura di), Evaristo Baschenis e la natura morta in Europa, catalogo della mostra (Bergamo, Galleria d'Arte Moderna e Contemporanea, 4 ottobre 1996-12 gennaio 1997), Milano: Skira, 1996;
- Enrico De Pascale, Baschenis, in A. Veca - F. Caroli, Natura morta lombarda, Palazzo Reale, Milano 1999;
- Enrico De Pascale, Baschenis, in A. Bayer (a cura di), The still lifes of Evaristo Baschenis: the music of silence, catalogo della mostra (New York, The Metropolitan Museum of Art, 17 novembre 2000 - 4 marzo 2001), Milano: Olivares, 2000;
- Enrico De Pascale, Baschenis, in Fasto e Rigore. La Natura morta nell'Italia settentrionale dal XVI al XVIII secolo, a cura di G. Godi, catalogo della mostra Reggia di Colorno 20 aprile - 25 giugno 2000, Milano 2000;
- Alessandro Morandotti - Francesco Frangi, Il ritratto in Lombardia. Da Moroni a Ceruti, catalogo della mostra, Milano 2002;
- Mina Gregori - J. G. Prinz von Hohenzollern (a cura di), Natura morta italiana tra Cinquecento e Settecento, Milano 2003;
- Enrico De Pascale, Baschenis, in I pittori della realtà: le ragioni di una rivoluzione da Foppa e Leonardo a Caravaggio e Ceruti, catalogo della mostra a cura di A. Bayer e M. Gregori (Cremona, Museo Civico Ala Ponzone, New York, Metropolitan Museum of Art), Milano: Electa, 2004;
- Enrico De Pascale Baschenis, in A. Bayer - Mina Gregori (a cura di), The Painter of Reality……, (Cremona New York, The Metropolitan Museum of Art, 17 novembre 2000 - 4 marzo 2001), Milano: 2004;
- Omaggio a Baschenis, catalogo della mostra 7-13 ottobre 2006, Palazzo Credito Bergamasco, Bergamo 2006;
- Andrea di Lorenzo - Francesco Frangi (a cura di), La raccolta Mario Scaglia: dipinti e sculture, medaglie e placchette da Pisanello a Ceruti, catalogo della mostra cura di, Museo Poldi Pezzoli, Milano 2007;
- Franca Falletti (a cura di), Meraviglie sonore, cat. della mostra, Firenze 2007;
- Alberto Cottino, Bartolomeo Bettera. “La sonata barocca”, catalogo della mostra (Bergamo, Credito Bergamasco, 4-24 ottobre 2008), Bergamo: Fondazione Credito Bergamasco, 2008;
- Gerlinde Gruber (a cura di), Il Maestro della tela jeans. Un nuovo pittore della realtà nell’Europa della fine del XVII secolo, catalogo della mostra, Galleria Canesso, Parigi 2010, pp. 34-35;
- Davide Dotti, Evaristo Baschenis, in Moretto, Savoldo, Romanino, Ceruti. Cento capolavori dalle collezioni bresciane, catalogo della mostra, Brescia, n.29, Milano 2014, pp. 104-105;
- Enrico De Pascale, Evaristo Baschenis, in Il cibo nell'arte, catalogo della mostra, Brescia, Palazzo Martinengo, Milano 2015;
- Enrico De Pascale, Evaristo Baschenis. Un inedito nella collezione di UBI Banca, Lubrina editore, Bergamo 2015;
- "Enrico De Pascale racconta Baschenis", in La musica in scena, Seregno, Palazzo Comunale, 2021 http://www.baschenis.seregnonotizie.com/approfondimenti/
- Enrico De Pascale, Baschenis intra ed extra moenia, in "I Baschenis". Atti del Convegno di Studi,  Centro Congressi Papa Giovanni XXIII, Bergamo (6 ottobre 2020), Bergamo 2021.
- Enrico De Pascale (a cura di), "Evaristo Baschenis (1617-1677). Le triomphe des instruments de musique dans la peinture du XVIIe siècle", Galerie Canesso, Parigi (6 ottobre-17 dicembre 2022), Paris 2022
- Enrico De Pascale, "Evaristo Baschenis", Schede, in Lotto, Romanino, Moretto, Ceruti. Maestri della pittura a Brescia e Bergamo, catalogo della mostra a cura di Davide Dotti, Palazzo Martinengo, Brescia, 10 gennaio-11 giugno 2023, Silvana Editoriale, Cinisello Balsamo 2023
- Enrico De Pascale, "Musica picta. Evaristo Baschenis", in "Cecco del Caravaggio. L'allievo modello", catalogo della mostra a cura di G.Papi, Bergamo, Accademia Carrara, 26 gennaio - 4 giugno 2023, Skira, Milano 2023